# Cleistocactus parviflorus
Cleistocactus parviflorus là một loài thực vật có hoa trong họ Cactaceae. Loài này được (K.Schum.) Rol.-Goss. mô tả khoa học đầu tiên năm 1904.